# عاطف الحجايا
عاطف عودة الحجايا هو عسكري أردني برتبة لواء شغل سابقا منصب مدير عام قوات الدرك الأردني بالإنابة وشغل سابقا منصب مستشار الملك عبدالله الثاني لشؤون العشائر، وحاليا متقاعد.

## المؤهلات العلمية
- بكالوريوس في العلوم العسكرية من جامعة مؤتة في عام 2001 ودرجة الماجستير في الدراسات الأمنية من ذات الجامعة عام 2005.
- زمالة كلية الدفاع الوطني في الاستراتيجية القومية من أكاديمية ناصر العسكرية العليا بمصر في عام 2011.
- دكتوراه في إدارة الأعمال من جامعة أم درمان الإسلامية في السودان وذلك في عام 2014.[4]

## مواقع شغلها
- قائد مجموعة في لواء الأمن العام الأردني بين الأعوام 1984 و2001.
- مدير أركان بالوكالة في لواء الملك حسين بين عامي 2004 و2005.
- مدير أركان في لواء الملك عبد لله وفي لواء الأمير حسين.
- رئيس شعبة العمليات والتدريب في قوات الأمن الخاصة حتى أغسطس 2005.
- ملحق بإدارة العمليات لدى قوات حفظ السلام في ساحل العاج عام 2006.

## جوائز وتكريمات
- وسام الاستحقاق من الدرجة الرابعة عام 1988.
- وسام الاستقلال من الدرجة الرابعة عام 1991.
- وسام الكوكب الأردني من الدرجة الثالثة عام 2005.
- وسام النهضة من الدرجة الثانية عام 2010.
- وسام الاستحقاق العسكري من الدرجة الثانية عام 2014.
- وسام تقدير الخدمة الطويلة المخلصة عام 2001.
- شارة الدرك الممتاز للضباط في 2009.

## الروابط الخارجية
- عاطف الحجايا على فيسبوك.